# Acidaliodes irrorata
Acidaliodes irrorata là một loài bướm đêm trong họ Noctuidae.